# Prismosticta
Prismosticta é um gênero de mariposa pertencente à família dos endromídeos.